# Sebastián Colón
Sebastián José Colón Guerra (Soledad, Atlántico, Colombia; 23 de mayo de 1998) es un futbolista colombiano. Juega de mediocentro ofensivo y su equipo actual es el Real de Minas de la Liga Nacional de Honduras.

## Clubes
| Club                   | País     | Año         |
| ---------------------- | -------- | ----------- |
| Real Juventud          | Honduras | 2018 - 2019 |
| Marathón               | Honduras | 2019        |
| Real de Minas (cesión) | Honduras | 2019        |
| Marathón               | Honduras | 2020        |
| Real de Minas          | Honduras | 2020 -      |

## Estadísticas
| Club                   | Temporada     | Liga  | Liga  | Copa Nacional | Copa Nacional | Copa Internacional | Copa Internacional | Total | Total |
| Club                   | Temporada     | Part. | Goles | Part.         | Goles         | Part.              | Goles              | Part. | Goles |
| ---------------------- | ------------- | ----- | ----- | ------------- | ------------- | ------------------ | ------------------ | ----- | ----- |
| Real de Minas Honduras | 2019/20       | 8     | 1     | -             | -             | -                  | -                  | 8     | 1     |
| Real de Minas Honduras | Total         | 8     | 1     | 0             | 0             | 0                  | 0                  | 8     | 1     |
| Marathón Honduras      | 2019/20       | 1     | 0     | -             | -             | -                  | -                  | 1     | 0     |
| Marathón Honduras      | Total         | 1     | 0     | 0             | 0             | 0                  | 0                  | 1     | 0     |
| Total carrera          | Total carrera | 9     | 1     | 0             | 0             | 0                  | 0                  | 9     | 1     |